# بولين بينز

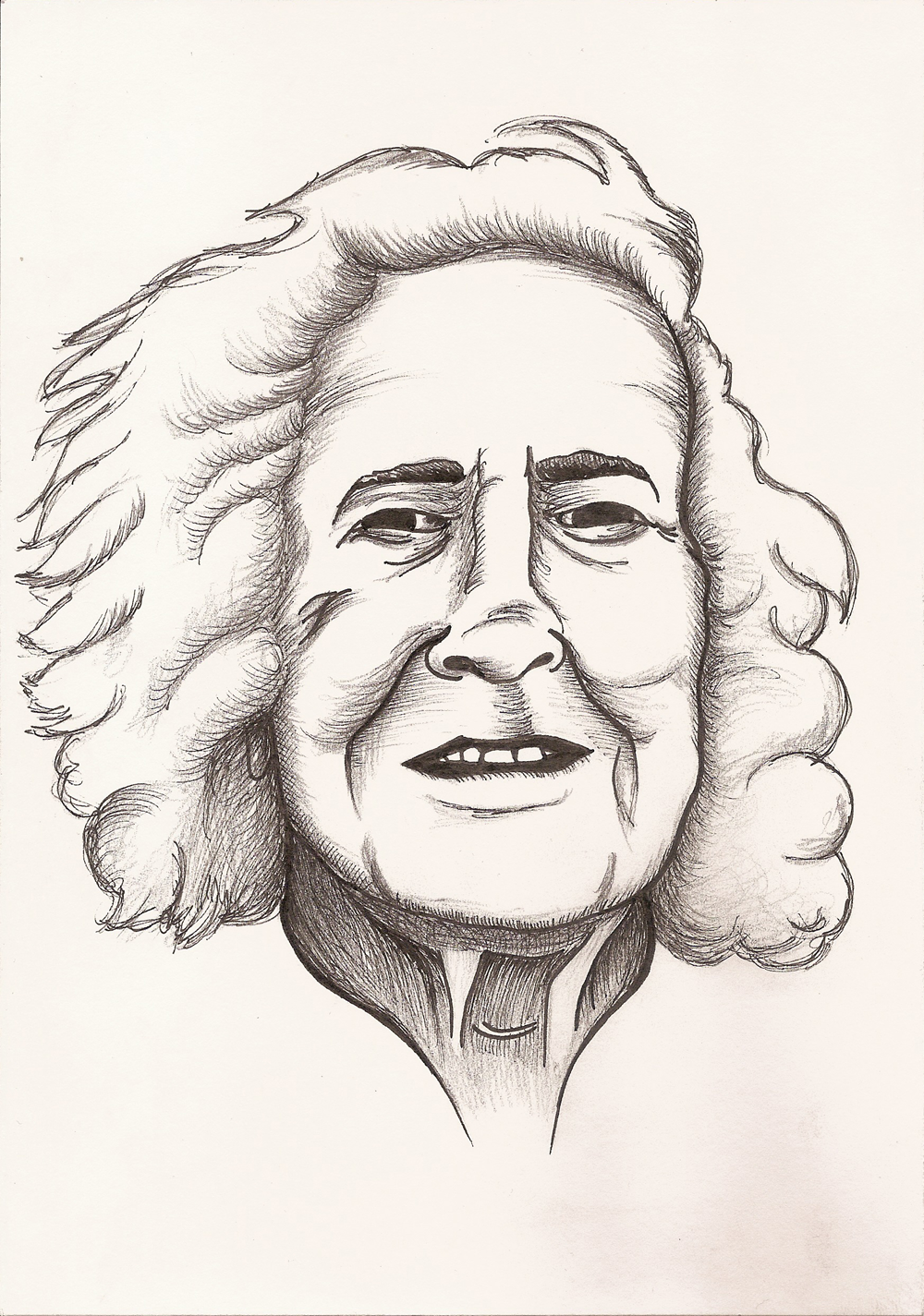
رسمة لبولين بينز

كانت بولين ديانا بينز (9 سبتمبر 1922- 1 أغسطس 2008) رسامة توضيحية إنجليزية وأديبة وفنانة تجارية. ساهمت برسومات ولوحات لأكثر من مئتي كتاب، معظمها في أدب الأطفال. كانت أول رسامة توضيحية لبعض أعمال جون رونالد تولكين الصغرى ولسجلات نارنيا بقلم سي. إس. لويس.

## نشأتها
وُلدت بينز في 9 سبتمبر 1922 في 67 برونسويك بليس، هوف، شرق ساسكس بإنجلترا. كان والدها فريدريك ويليام ويلبرفورس بينز (1887- 1967) وأمها جيسي هارييت مود بينز، واسم عائلتها قبل الزواج كانينغهام (نحو 1888- 1958). لها أخت واحدة أكبر منها هي أنجيلا ماري بينز.
عندما كانت ما تزال طفلة، هاجرت عائلتها إلى الهند، حيث عُين والدها مفوضًا (مسؤولًا محليًا) في الخدمة المدنية الهندية الإمبراطورية البريطانية، حيث عمل قاضيًا أولًا. قسم آل بينز وقتهم بين مدينة أغرة وملجأ من حر منتصف الصيف في بلدة موسوري الجبلية. كانت بينز سعيدة في طفولتها المغتربة، وكانت تحب مربيتها المحلية، وقردها الأليف المدرب على تناول الغداء إلى طاولة الشاي.
عندما كانت في الخامسة، أخذت والدتها، التي كانت في صحة متدهورة، ابنتيها إلى إنجلترا. تذكرت بينز أنها بكت حتى نامت في رحلتهم إلى الوطن. عاشت العائدات الثلاث حياة بدويّة في سري، وسكنن مع مختلف الأصدقاء واستأجرن سلسلة من الغرف في أنزال مختلفة. ظل والد بينز في الهند، وقد أجازت له زوجته «بأن يفعل ما يحلو له»، لكنه كان ينضم لعائلته بانتظام في العطلات بسويسرا.

## تعليمها
بدأت بينز تعليمها في مدرسة كاثوليكية، حيث سخرت الراهبات اللاتي درسنها من مخيلتها الخيالية وملابسها المصنوعة منزليًا وقدرتها على تكلم الهندية. خفّ استياؤها إزاء تنمرهن بعض الشيء عندما علمت أن روديارد كيبلينغ، الذي كانت معجبة به، قد اختبر شيئًا مشابهًا.
عندما كانت في التاسعة، أُرسلت إلى مدرسة بيفورت، وهي مؤسسة داخلية مستقلة للبنات، ولم تعد موجودة، في كامبرلي. كانت الفنون مادتها المفضلة، «لأنها كانت سهلة». بحلول وقت مغادرتها، كانت قد نمّت بالفعل طموحًا بأن تصير رسامة توضيحية. راقت لها بيفورت بالحد الكافي لترجع إليها بصفة مدرّسة لعامين في منتصف عشريناتها.
في الخامسة عشرة، تبعت أختها إلى مدرسة فارنهام للفنون (صارت اليوم جزءًا من كلية الفنون الإبداعية). أمضت فصلين دراسيين تدرس التصميم، الذي صار أساس تقنيتها الناضجة.
في التاسعة عشرة، ومرة ثانية مثل أختها، فازت بمكان في مدرسة سليد المرموقة للفنون الجميلة، في نفس الوقت الذي غادرت فيه مقرها المعتاد في حرم كلية لندن الجامعية بشارع غاور لتبدأ فترة من السكن المشترك في زمن الحرب مع مدرسة روسكين للرسم بجامعة أكسفورد. درست أعمال الرسامين التوضيحيين غوستاف دوريه، وإدمون دولاك، وآرثر راكهام، وإرنست شيبرد، وآر. إس. شيريفس، وريكس ويسلر، وجاك مار غاستو أونفوري دي بريفي («جوب») والرسومات مجهولة الصانع في المخطوطات القروسطية، وصارت أكثر اقتناعًا من أي وقت مضى بأن عندها ملكة تخولها أن تتبع خطاهم. لم تكن طالبة مجتهدة، وكانت تقضي وقتها في «القهوة والحفلات»، وغادرت سليد من دون الحصول على مؤهل. لكنها حققت التميز، تميزًا تشاركته وأختها، في تقديمهما عرضًا في الأكاديمية الملكية للفنون عام 1939.

## العمل في فترة الحرب وبداية حياتها المهنية
في 1940، قبل الحرب العالمية الثانية بعام، انضمت كلتا الأختين بينز إلى الخدمة التطوعية النسائية (دبليو في إس). أرسلتهما دبليو في إس إلى مركز تدريب تطوير التمويه الذي أنشأه فيلق المهندسين الملكيين في قلعة فارنهام، حيث كُلفت الأختان بصناعة نماذج تستخدم وسائل مساعدة في التدريس. كان باول بيري أحد زملائهما في المركز، والذي ملكت عائلته شركة تنشر كتبًا مصورة للأطفال. كان بيري من كلّف بينز بأعمالها الاحترافية الأولى. من كتب تلوين بيري التي شاركت فيها كان علامة استفهام، وأغاني الزهرة البرية، وعمل روائي عن ليبريتو أوبرا موزارت الناي السحري.
من عام 1942 حتى نهاية الحرب، عملت الأختان بينز في قسم المسح البحري الأميرالي بباث، حيث أعدتا خرائط ومخططات بحرية للبحرية الملكية (وهي تجربة كانت مفيدة لبينز لاحقًا في حياتها عندما أعدت خرائط لنارنيا سي. إس. لويس والأرض الوسطى في أعمال جون رونالد تولكين). تضمنت رسالة كتبتها لصديق في ذلك الوقت مخططًا مرره لفرانك ويتاكر، وهو موظف في مجلة كانتري لايف. أدى لطف صديقها إلى طلب المجلة منها أن ترسم رسومًا توضيحية لثلاثة كتب عن قصص خيالية لفيكتوريا ستيفنسون.

## بينز وجون رونالد تولكين

### المزارع غايل من هام
في 1948، بعد فترة وجيزة من التدريس في بيفورت، سعت بينز إلى تطوير حياتها المهنية من خلال كتابة كتاب خاص بها –فيكتوريا والطائر الذهبي، وهو كتاب خيالي عن زيارات سحرية لفتاة إلى الأرياف القصية- ومن خلال تأمين أعمال من ناشر كبير بلندن. أرسلت لجورج وآلن وأنوين حزمة من التفسيرات الهزلية لهوامش من سفر لوتريل القروسطي. وصادف أن البروفسور جون رونالد تولكين، وهو مؤلف كتاب الأطفال الهوبيت لدى جورج وآلن وأنوين، كان قد عرض على الشركة مؤخرًا نوفيلا هزلية قروسطية ساخرة اسمها المزارع غيل من هام. كانت آلن وأنوين قد طلبت رسومات توضيحية للقصة من ميلين كوزمان، لكنها لم تعجب تولكين. في 5 أغسطس 1948، اشتكى لرونالد إياميس، المدير الفني لدى آلن وأنوين، من أنها كانت «خارج سياق أسلوب النص وطبيعته تمامًا». بعد خمسة أيام، كتب إياميس لبينز يطلب منها عينة رسومات «لقصة خيالية للبالغين (فيها تنين وعملاق!)» والتي ستتطلب «بعض الواقعية الطبوغرافية والتاريخية (من أكسفورد وويلز)». أكدت لإياميس أنها تعرف أكسفورد لأنها رسمت هناك، وتعرف ويلز لأنها حصدت البطاطا الويلزية. عندما زار تولكين مكتب آلن وأنوين في مطلع أكتوبر ليرى ما أنتجت له بينز، فازت بإعجاب تولكين وقتما أراه إياميس ملفها عن نزوات لوتريل. سرته الدعابة الذكية التي اتبعتها في إنشاء رسومات لقصته. كتب لآلن وأنوين في 16 مارس 1949: «إنها أكثر من رسومات توضيحية، إنها ثيمة مُلازمة. لقد أريتها لأصدقائي الذين قالت تعليقاتهم المهذبة إنها خفضت من شأن نصي ليصير تعقيبًا على الرسومات».